# Ялівець Віргінський (Кам'янець-Подільський, вул. Л. Українки)
Яліве́ць Віргі́нський — ботанічна пам'ятка природи місцевого значення в Україні. Розташована в межах міста Кам'янець-Подільський, вул. Л. Українки, 40. 
Площа 0,1 га. Статус надано згідно з розпорядженням облвиконкому від 11.06.1970 року № 156-р«б». Перебуває у віданні: КП «Кам'янецький парк». 
Статус надано з метою збереження декоративних дерев ялівця віргінського (Juniperus virginiana). 